# Hrabstwo Clinton (Kentucky)

Piramida wieku hrabstwa

Hrabstwo Clinton – hrabstwo w USA, w stanie Kentucky. Według danych z 2000 roku, hrabstwo zamieszkiwało 9634 osób. Siedzibą hrabstwa jest Albany.
Hrabstwo należy do nielicznych hrabstw w Stanach Zjednoczonych należących do tzw. dry county, czyli hrabstw gdzie decyzją lokalnych władz obowiązuje całkowita prohibicja.